# Goldstar
Goldstar (Hebreeuws: גולדסטאר) is een Israëlisch biermerk. Het bier wordt gebrouwen in Tempo Beer Industries te Netanja. Het bier concurreerde vanaf 1968 met Maccabee op de Israëlische biermarkt tot 1975, toen beide merken samen gingen. In 1986 kwamen de merken in handen van Tempo Beer Industries. Het bier is gecertificeerd als koosjer door het rabbinaat. 

## Varianten
- Goldstar, blond bier, type pale lager met een alcoholpercentage van 4,9%
- Goldstar Light, blond bier, type pale lager met een alcoholpercentage van 4%

## Trivia
Goldstar wordt bezongen door Duran Duran in het lied Tel Aviv uit hun album Duran Duran (1981).